# Pont Vieux de Culan
Le pont Vieux de Culan, parfois pont dit romain de Culan enjambe l'Arnon, un affluent en rive gauche du Cher.

## Géographie

### Situation
Il se trouve sur la commune de Culan au sud-est du village, dans le département du Cher, en région Centre-Val de Loire.

### Accès routier
L'édifice en pierre est en service, emprunté par une voie communale. Il est trop étroit pour permettre le croisement de véhicules et les véhicules lourds ne doivent pas l'utiliser.

## Histoire
Érigé au XVIIe siècle sur l'ancienne route de La Châtre à Montluçon et restauré au XIXe siècle, il a succédé à des ponts détruits à l'emplacement incertain dont peut-être un pont romain.
Le pont Vieux de Culan est inscrit au titre des monuments historiques par arrêté du 16 juin 1986.

## Description
C'est un pont en pierre avec quatre arches en plein cintre à trois travées. Les culées sont renforcées en aval et en amont. La chaussée présente un léger dos d'âne.